# El manifiesto homosexual
El manifiesto homosexual es una obra de teatro dramática, escrita por Andrés Rodríguez Noordermeer y estrenada en Buenos Aires en junio de 2007. Está inspirada en un hecho real que se dio a conocer en 2005, con repercusión mundial, en el que dos chicos iraníes fueron condenados a muerte por un crimen de violación, según la versión oficial de las autoridades iraníes, o por mantener relaciones homosexuales, según indica un informe de Amnistía Internacional.

## La obra
La vieja Aya escucha en la radio sobre la ejecución de dos homosexuales en Irán. A partir de entonces, sufre una retrospección inesperada en la cual se reencuentra con ella misma en su pasado. La vieja siente el compromiso de hablar del tema con ella misma, no teniendo respuesta adecuada de su par más joven. La vieja ve en ella misma algo muy distinto a lo que recordaba: la ignorancia y el desinterés reina en la joven Aya. Mientras tanto, Ignacio, conocido de Aya, intentará salir del clóset enfrentando a Dios y al Demonio. Tendrá una historia de amor fallida con Nacho, un personaje paralelo también conocido de Aya, que pasó por la misma historia años atrás. Aya es mediadora entre estos dos personajes. Continúa ignorando la voz de su mayor que sigue advirtiendo. En una inverosímil distancia en el tiempo y espacio, la vieja enfurece y dicta un castigo, en el cual modificará sus recuerdos para castigar a la joven por lo que no quiere ver. En ese momento se consolida la tragedia, y Nacho e Ignacio mueren ahorcados sin que ella se de cuenta.
El manifiesto homosexual rinde homenaje a Mahmoud Azgari y Ayaz Marhoni, cuya ejecución atribuye el autor a la represión de su orientación sexual.
Jóvenes CHA (Comunidad Homosexual Argentina) auspició este espectáculo.

## Personajes
(por orden de aparición)
- Vieja Aya (Gabriela Rudilosso)
- Joven Aya (Marcela Arza)
- Coro Malo (Rodrigo López)
- Coro Bueno (Álvaro Medina)
- Nacho (Javier Leguizamo/Daniel Mercado)
- Ignacio (Nicolás Larrain/Mariano Ferrer)

## La estética
La obra tiene formato de tragedia clásica. Está contada a través de un prólogo (antecedentes), cinco episodios y un éxodo (reflexión final). Se explicita su carácter trágico al incluir en el reparto a dos personajes del "Coro" y tener un final con la derrota del protagonista. Más allá de su formato, la obra propone una estética expresionista, debido a que todo transcurre en un lugar oscuro de la mente humana, según didascalia.

## Antecedentes
El 19 de julio de 2005, en una plaza pública de Mashhad (Irán), fueron ahorcados los Jóvenes Mahmoud Asgarí y Ayaz Marhoni, por doble violación a un muchacho de 13 años, según la versión oficial iraní. Distintas organizaciones de derechos humanos iraníes e internacionales pusieron en entredicho la veracidad de los cargos imputados, el cumplimiento de las garantías procesales y la ejecución de personas que, aun de haber cometido un crimen, habrían sido en el momento de los hechos menores de edad, vinculando además la protesta por la pena capital a la situación de represión de la homosexualidad en Irán.
En varios países del mundo la homosexualidad es un delito penal y se paga con la pena de muerte: Yemen, Irán, Emiratos Árabes, Mauritania, entre otros. En varios países del sudeste asiático y del continente africano, incluso en América Latina, países como Nicaragua y Guyana, todavía tienen leyes contra la homosexualidad.

## Nominaciones
La obra fue nominada a 
- "Mejor dirección" (Andrés Nordermeer)
- "Revelación Artística" (Andrés Nordermeer)
- "Mejor escenografía" (Lucas Guigón)

Premios Arlequines 2008